# Pierre Crignon
Pierre Crignon (1464-1540), est un cosmographe français issu de l'école de cartographie de Dieppe, pilote puis capitaine.

## Biographie
Il est connu pour deux écrits datant de cette époque :
- La relation de voyage des frères Jean et Raoul Parmentier à Sumatra ;
- Le discours d'un grand capitaine de mer français du lieu de Dieppe dans Delle Navigationi et Viaggi de Giovanni Battista Ramusio.